# Bengel
Bengel  est une municipalité allemande située dans le land de Rhénanie-Palatinat et l'arrondissement de Bernkastel-Wittlich.

## Lieux et monuments
- Couvent de Springiersbach fondé au XIIe siècle.